# یشم
یَشم یکی از سنگ‌های بهادار و سنگی سیلیسی است که معمولاً به رنگ قرمز، زرد، قهوه‌ای یا سبز است. گونه آبی آن کم‌یاب است.

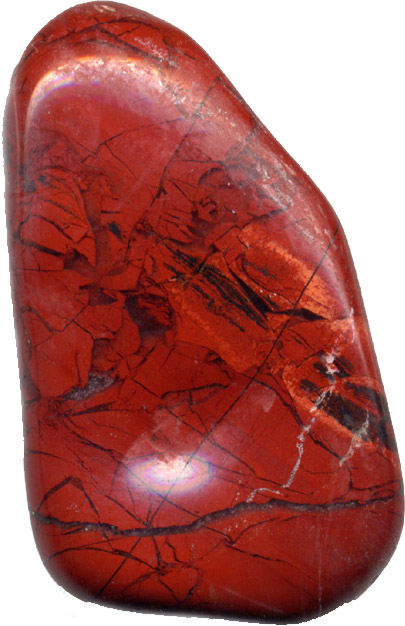
یشم صیقل‌خورده، ۲٫۵ سانتی‌متر

## یشم در ادبیات فارسی
در اشعار و حکایات زیادی در متون ادبی فارسی به سنگ یشم اشاره شده‌است:

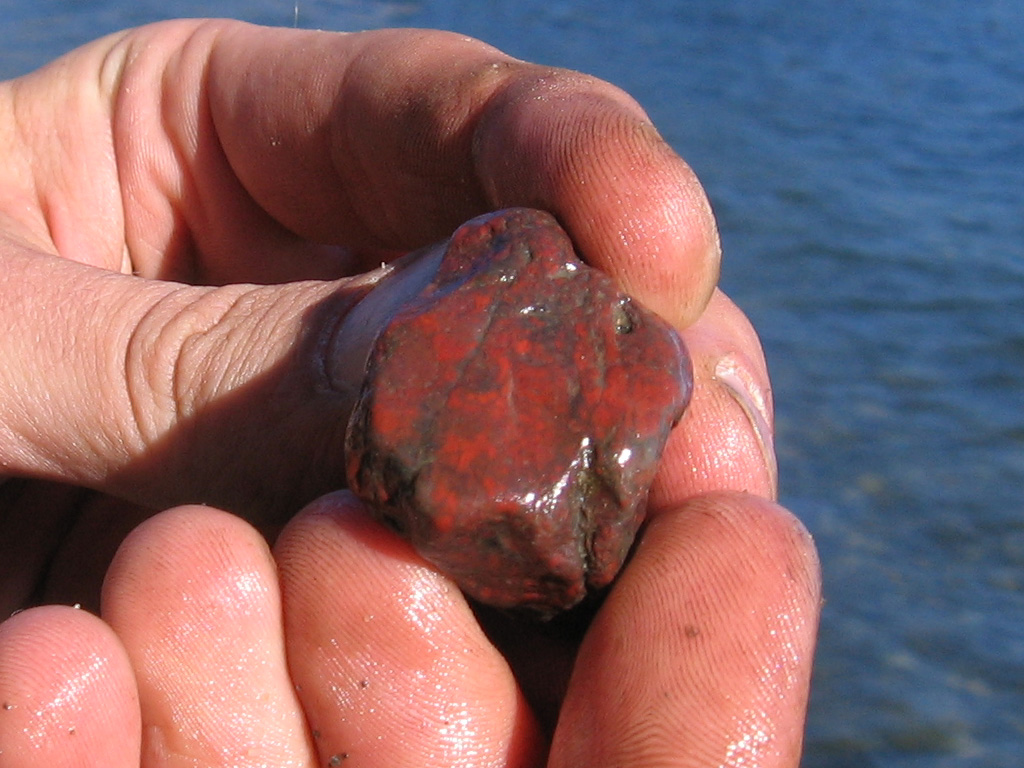
یشم صیقل‌نخورده

به دشت شاهِ بهار آمد [مسعود] با تکلفی سخت عظیم از پیلان و خیلستان چنان‌که سی اسب با شاخ‌هایِ مرصع به جواهر و پیروزه و یشم.— ابوالفضل بیهقی، تاریخ بیهقی
انگشتریِ یشم داشت، بیرون کشید و گفت این انگشتریِ خداوند سلطان است.— ابوالفضل بیهقی، تاریخ بیهقی
| مزاج و طبعِ هوا گرم و نرم شد، نه شِگفت |  | اگر بزاید از یشم و مرمر، آتش و آب |